# Карашилик (Жетысуская область)
Карашилик (каз. Қарашілік) — село в Аксуском районе Жетысуской области Казахстана. Входит в состав Карашиликского сельского округа. Код КАТО — 193259300.

## Население
В 1999 году население села составляло 792 человека (421 мужчина и 371 женщина). По данным переписи 2009 года, в селе проживал 681 человек (360 мужчин и 321 женщина).